# Maurice Richard (Film)
Maurice Richard ist der französische Originaltitel eines kanadischen Kinofilms von Regisseur Charles Binamé aus dem Jahr 2005. Der dramatische Sportfilm handelt vom Leben des berühmten Eishockey-Spielers Maurice Richard und von den Ereignissen seiner Zeit. In der Hauptrolle ist Roy Dupuis zu sehen. Der englische Filmtitel lautet The Rocket bzw. Maurice Richard: Rocket.

## Handlung
Es ist die Geschichte des berühmten Sportlers Maurice Richard. Der Eishockey-Spieler wird in seiner überwiegend französischsprachigen Heimat, der Provinz Québec, ein nationaler Held. Er ist der Erste der National Hockey League, der 50 Tore in einer Saison erzielt und der über 500 Treffer in seiner Karriere erreicht. Er trägt zum Selbstbewusstsein der französischen Kanadier bzw. der frankophonen Kanadier bei. Im Trikot Nummer 9 erringt er Sieg um Sieg. Dieses Markenzeichen Richards, genannt The Rocket, ist wegen der raketenhaften Geschwindigkeit, mit der er sich auf dem Eis bewegt, oft kaum zu erkennen.
Wichtig für den Film ist die Beziehung zwischen Richard und dem englischsprachigen Trainer Dick Irvin, der unbedingt den Sieg will. Es gibt schwelende Konflikte zwischen der französisch- und englischsprachigen Bevölkerung Kanadas. Sie gipfeln infolge eines Spieles 1955 in Montréal in einem Aufstand, genannt The Richard Riot. In den folgenden Jahren folgte die Stille Revolution (Quiet Revolution). Der Film zeigt die Sportleidenschaft, die brutalen Kämpfe auf dem Eis, die emotionalen und körperlichen Anstrengungen Maurice Richards und gewährt mit Archivmaterial Einblicke in das Leben in Montréal vor etwa einem halben Jahrhundert.

## Kritiken
Der Film erhielt durchweg positive Kritiken, vor allem Roy Dupuis als wortkarger Maurice Richard, für die wahrheitsgetreue Darstellung der Sportszenen und der betreffenden Zeitepoche.
- John Griffin (Montrealgazette, 25. November 2005) meinte, der Film erwecke jene Zeit wieder und punkte an jeder Front, von der Besetzung bis zur Regie. Er sei vom Hauptdarsteller intuitiv mit einer überwältigenden tiefen Intensität gespielt.[1]

- Bill Harris (Toronto Sun, 19. April 2006) sah einen wahren Schnappschuss der 1940er und 1950er.[2]

- Deirdre Swain (Now Magazine / nowtoronto.com, 20. April 2006) schrieb über die kraftvolle Darstellung Roy Dupuis’, der Richards berühmten intensiven Blick treffe.[3]

- Charles Demers (westender.com, 20. April 2006) bescheinigte Charles Binamé ein hervorragendes (outstanding) Werk. Er habe einen eindrucksvollen sympathischen aber nicht anklagenden Film erschaffen, der die Vergangenheit von Québec in einer brillant gespielten Geschichte einer Sport-Ikone erzähle.[4]

- Erik Floren (Edmonton Sun, 21. April 2006) zog den Vergleich zu den Boxerfilmen Raging Bull, Cinderella Man und Rocky. Er lobte die kraftvolle Ausdrucksweise am Eis und auch sonst, bezeichnete Stephen McHattie als superb und den Film als spannend (stirring). Das realistische Eishockeyspiel sei spitzenmäßig (top-notch) und weit besser als in jedem anderen Hockeyfilm.[5]

- Matthew Hays (www.cbc.ca, 21. April 2006) betonte den großen Unterhaltungswert der schön gefilmten Geschichte.[6]

- Louis B. Hobson (Calgary Sun, 21. April 2006) bezeichnete die Szenen auf dem Eis als eindrucksvoll, bescheinigte dem Film Authentizität und verleih vier Sterne an diesen von ihm großartig genannten Film.[7]

- Kurt Langmann (Black Press, 27. April 2006) vergab vier von vier Sternen für einen Film in Perfektion.

- Jack Todd (The Gazette, 27. Januar 2007) lobte die brillante Leistung des Hauptdarstellers („brilliant Roy Dupuis performance“), die liebevolle Sorgfalt mit den Sets, den Kostümen und dem Drehbuch („the loving care taken with sets, costumes and script“) und sah den Film als kraftvolle Anerkennung („powerful tribute“).[8]

## Auszeichnungen
- 2006: Der Film erhielt vierzehn Nominierungen für den Prix Jutra. Nominiert wurden neben dem Film, Charles Binamé (Regisseur), Ken Scott (Drehbuch), Roy Dupuis (Hauptdarsteller), Julie Le Breton (Hauptdarstellerin), Diane Lavallée (Nebendarstellerin), Pierre Gill (Kamera), Michel Arcand (Schnitt), Michel Cusson (Musik), Francesca Chamberland (Kostüme), Martin Lapointe (Frisuren), Michel Proulx (Szenenbild), Diane Simard (Maske) u. a.
- Pierre Gill wurde 2006 bei den Canadian Society of Cinematographers Awards für die beste Kameraarbeit für einen CSC Award nominiert.
- 2006 gewann Roy Dupuis als bester Hauptdarsteller beim Tokyo International Film Festival.
- Der Film gewann im Januar 2007 bei den 7. Vancouver Film Critics Circle Awards – 2006 als bester kanadischer Film.
- Bei den 27. Genie Awards erhielt der Film im Jahr 2007 die hohe Anzahl von neun Genie Awards, z. B. Regisseur Charles Binamé für die beste Regie, Roy Dupuis als bester Hauptdarsteller, Julie Le Breton als beste Hauptdarstellerin, Stephen McHattie als bester Nebendarsteller. Nominierungen gab es in vier weiteren Kategorien. Von den fünfzehn in Frage kommenden Kategorien gab es nur für die Nebendarstellerin und den Filmsong keine Nominierungen.
- Im November 2007 folgte der Preis als bester Kinofilm (Best Feature Award) beim 10. Rehoboth Beach Independent Film Festival in Delaware.

## Hintergrundinformationen
Der Film wurde vom 30. Mai bis 31. Juli 2005 in Montréal und der Stadt Québec gedreht. Er ist mit
dem sehr hohen Budget von etwa 8 Millionen CAD der teuerste gänzlich in Québec gedrehte Film (Stand: April 2006). Es gab für kanadische Verhältnisse auch ein großes Werbebudget von mehr als 1,5 Millionen US-Dollar.
Der Stoff wurde bereits 1999 mit Roy Dupuis in der Hauptrolle für die Fernsehminiserie The Maurice Rocket Richard Story verfilmt. Während dieser Dreharbeiten lernte er Maurice Richard, der inzwischen verstorben ist, persönlich gut kennen, und sie befreundeten sich. Um die physische Ähnlichkeit noch mehr zu unterstreichen, trägt Roy Dupuis im Film Kontaktlinsen.
Die eindrucksvollen Sportsequenzen wurden zuletzt gedreht, und zwar sieben Tage lang im Eishockeystadion der Stadt Québec, dem Colisée Pepsi. Anhand von alten Fotografien und Filmmaterial wurden Szenen aus berühmten Spielen nachgestellt. Roy Dupuis hatte kein Stuntdouble. Neben ihm wirkten Eishockeyspieler der National Hockey League mit, z. B. Mike Ricci, Vincent Lecavalier, Pascal Dupuis, Mathieu Dandenault, Ian Laperrière und Sean Avery.
Der Kinofilm ist ca. 124 Minuten lang. Bei einer Vorabaufführung in Edmonton brach das Publikum in Applaus aus.
Der Film wurde erstmals in Montréal am 25. November 2005 für über 20 Wochen veröffentlicht. Der französische Titel lautet Maurice Richard. Teile sind in englischer Sprache mit französischen Untertiteln.
Das Einspielergebnis in den Kinos der Provinz Québec betrug etwa 4,25 Millionen CAD. Das ist Platz 14 der finanziell erfolgreichsten Filme aus Québec (Stand: 24. September 2006). Im restlichen Kanada nahm er ca. 700.000 CAD ein. Die Gesamteinnahmen in Kanada betrugen also etwa 5 Millionen CAD. Im englischsprachigen Teil Kanadas startete er mit englischen Untertiteln unter dem Titel The Rocket am 21. April 2006. Er war dort zwei bis sechs Wochen lang als wide release in 115 Kinos zu sehen, wobei die Einnahmen unter den Erwartungen blieben. Das ist die größte Veröffentlichung eines französisch-kanadischen Films in der Geschichte der kanadischen Medienfirma Alliance Atlantis Vivafilm, die den Film vertreibt. Ihre vorher größte französisch-kanadische Veröffentlichung war der Film Die Invasion der Barbaren, der in 39 Kinos im englischsprachigen Kanada gezeigt wurde.
Der Film Maurice Richard nahm im April 2006 am Eröffnungswochenende in 172 Kinos in ganz Kanada 325 000 US-Dollar ein, wovon fast 9 Prozent (25.585 US-Dollar) aus Québec kamen, wo der Film zum zweiten Mal, dieses Mal in 37 Kinos, veröffentlicht wurde.
Der biografische Film erschien am 19. September 2006 unter dem Titel Maurice Richard: Rocket in Kanada auf DVD. Die Sprache ist französisch mit englischen Untertiteln. Er enthält als Extras einige Szenen von den Dreharbeiten und kurze Interviews mit dem Regisseur, Roy Dupuis und anderen. Der Soundtrack von Michel Cusson wurde Ende November 2005 veröffentlicht.
Der Film wurde am 3. Oktober 2006 beim Festival International du Film Francophone de Namur in Belgien gezeigt. Er kommt im Spätherbst 2007 in US-amerikanische Kinos.